# Salón de la Fama del Bádminton
El Salón de la Fama del Badminton fue creado en 1996 por la Federación Mundial de Bádminton (BWF) para honrar a jugadores y dirigentes que han destacado y contribuido en forma excepcional en el bádminton, al igual que grandes entrenadores y árbitros, así como cualquier otro colaborador que haya contribuido a engrandecer el juego del bádminton.
Hay también un Salón de la Fama del Bádminton en los Estados Unidos y un Salón de la Fama del Bádminton Canadá.

## Miembros
Los miembros inaugurales (en 1996) fueron el Coronel S S C Dolby Apd, Sir George Alan Thomas, Betty Uber y Herbert Scheele. 
De 1996 a 2009, 60 personas han sido elegidas al Salón de la Fama del Bádminton:
| Nombre                    | Nacionalidad                 | Año  |
| ------------------------- | ---------------------------- | ---- |
| S.S.C Dolby               | Inglaterra                   | 1996 |
| George Alan Thomas        | Inglaterra                   | 1996 |
| Betty Uber                | Inglaterra                   | 1996 |
| Herbert Scheele           | Inglaterra                   | 1996 |
| Tonny Ahm                 | Dinamarca                    | 1997 |
| Frank Devlin              | Irlanda                      | 1997 |
| David G. Freeman          | Estados Unidos               | 1997 |
| Rudy Hartono Kurniawan    | Indonesia                    | 1997 |
| Erland Kops               | Dinamarca                    | 1997 |
| John McCallum             | Irlanda                      | 1997 |
| Stellan Mohlin            | Suecia                       | 1997 |
| Ralph Nichols             | Inglaterra                   | 1997 |
| Craig Reedie              | Escocia                      | 1997 |
| Eddy Choong               | Malasia                      | 1997 |
| Judy Hashman              | Estados Unidos/ Inglaterra   | 1997 |
| Dick Sudirman             | Indonesia                    | 1997 |
| Finn Kobbero              | Dinamarca                    | 1997 |
| David E. L. Choong        | Malasia                      | 1998 |
| Han Aiping                | China                        | 1998 |
| Jørgen Hammergaard Hansen | Dinamarca                    | 1998 |
| Morten Frost Hansen       | Dinamarca                    | 1998 |
| Lene Køppen               | Dinamarca                    | 1998 |
| Li Lingwei                | China                        | 1998 |
| Meriel Lucas              | Inglaterra                   | 1998 |
| Ng Boon Bee               | Malasia                      | 1998 |
| Ong Poh Lim               | Malasia/ Singapur (Singapur) | 1998 |
| Tan Yee Khan              | Malasia                      | 1998 |
| Gillian Gilks             | Inglaterra                   | 1999 |
| Nora Perry                | Inglaterra                   | 1999 |
| Ulla Strand               | Dinamarca                    | 1999 |
| Margaret Tragett          | Inglaterra                   | 1999 |
| Margaret Varner Bloss     | Estados Unidos               | 1999 |
| Wong Peng Soon            | Malasia/ Singapur (Singapur) | 1999 |
| Kirsten Thorndahl         | Dinamarca                    | 2000 |
| Charoen Wattanasin        | Tailandia (Tailandia)        | 2000 |
| Park Joo-bong             | Corea del Sur (South Korea)  | 2001 |
| Christian Hadinata        | Indonesia                    | 2001 |
| Chen Yuniang              | China                        | 2002 |
| Hou Jiachang              | China                        | 2002 |
| Kim Moon-soo              | Corea del Sur (South Korea)  | 2002 |
| Liem Swie King            | Indonesia                    | 2002 |
| Tang Xianhu               | China                        | 2002 |
| Hiroe Yuki                | Japón (Japan)                | 2002 |
| Chung Myung-hee           | Corea del Sur (South Korea)  | 2003 |
| Chung So-young            | Corea del Sur (South Korea)  | 2003 |
| Susi Susanti              | Indonesia                    | 2004 |
| Ge Fei                    | China                        | 2008 |
| Gu Jun                    | China                        | 2008 |
| Lü Shengrong (吕圣荣)     | China                        | 2008 |
| Thomas Lund               | Dinamarca                    | 2008 |
| Ethel Thomson             | Inglaterra                   | 2008 |
| Ye Zhaoying               | China                        | 2009 |
| Susan Whetnall            | Inglaterra                   | 2009 |
| Kim Dong-moon             | Corea del Sur (South Korea)  | 2009 |
| Ra Kyung-min              | Corea del Sur (South Korea)  | 2009 |
| Gil Young-ah              | Corea del Sur (South Korea)  | 2009 |
| Tjun Tjun                 | Indonesia                    | 2009 |
| Johan Wahjudi             | Indonesia                    | 2009 |
| Ricky Subagja             | Indonesia                    | 2009 |
| Rexy Mainaky              | Indonesia                    | 2009 |
| Li Yongbo                 | China                        | 2011 |
| Tian Bingyi               | China                        | 2011 |
| Gao Ling                  | China                        | 2011 |
| Zhang Jun                 | China                        | 2011 |
| Huang Sui                 | China                        | 2011 |
| Ha Tae-Kwon               | Corea del Sur (South Korea)  | 2012 |
| Gong Zhichao              | China                        | 2012 |